# Stipagrostis namibensis
Stipagrostis namibensis là một loài thực vật có hoa trong họ Hòa thảo. Loài này được De Winter miêu tả khoa học đầu tiên năm 1964.